# Glauco Solieri
Pas d'image ? Cliquez ici
Glauco Solieri, né le 1er septembre 1964 à Bologne est un pilote automobile italien.

## Carrière
En 2009, dans le cadre des Le Mans Series, il dispute les 1 000 kilomètres de Spa avec Ranieri Randaccio au volant d'une Lucchini LMP2/08.
En 2011, il signe chez Edil-Cris pour piloter l'une des deux Ferrari F430 GTC en Superstars GT Sprint International.
La même année, il passe chez Autorlando Sport et pilote une Porsche 911 GT3 R (997). Il remporte la deuxième course de la manche de Zolder. L'année suivante, il reste chez Autorlando Sport.
En 2013, toujours chez Autorlando Sport,, il termine vice-champion.
En 2014, il participe à la Porsche Carrera Cup Italie. En parallèle il pilote toujours la Porsche d'Autorlando Sport en GT Sprint Series. La même année, il participe à la Targa Tricolore Porsche, où il remporte la manche de Vallelunga en avril ainsi que celle du Red Bull Ring en mai, tout en étant parti de la pole position,,,.
En 2016, il participe au rallye du Tessin, au volant d'une Porsche 911 GT3.
En 2017, il court en Porsche Supercup avec l'écurie suisse Fach Auto Tech.